# Nelsia
Nelsia es un género de  fanerógamas con tres especies pertenecientes a la familia Amaranthaceae.

## Taxonomía
El género fue descrito por Hans Schinz y publicado en Vierteljahrsschrift der Naturforschenden Gesellschaft in Zürich 56: 247. 1911[1912]. La especie tipo es: Nelsia quadrangula (Engl.) Schinz

## Especies aceptadas
A continuación se brinda un listado de las especies del género Nelsia aceptadas hasta julio de 2011, ordenadas alfabéticamente. Para cada una se indica el nombre binomial seguido del autor, abreviado según las convenciones y usos.
- Nelsia angolensis Bamps
- Nelsia quadrangula (Engl.) Schinz
- Nelsia tropidogyna C.C.Towns